# Jauco
Jauco, según el Corán (71:23), fue una divinidad adorada en la época de Noé. Sin embargo, ciertos servicios de culto a Jauco existieron, también, en la época de Mahoma.